# 岩崎彩香
岩崎 彩香（いわさき あやか、1987年12月15日 - ）は、日本の女子大生読者モデル。埼玉県出身。身長147cm、血液型A型。青山学院大学文学部在学中はキャンパスパーク（ナレッジパーク）に所属。

## 来歴・人物
- 江藤愛（現TBSアナウンサー。準ミス青山2006）や歌手の谷村奈南らを抑えて、2006年度ミス青山（特別賞のミスアメーバブログ、ミスガンホーゲームズ）に選ばれる。
- 青山学院大学に在学しながら『ViVi』、『CanCam』、『with』、『TiaraGirl』などの読者モデルとして活躍。
- 趣味はショッピングと旅行。特技は書道。
- 好きな男性のタイプは「素直で一途な人」

## 出演
バラエティ番組
- ぷりてぃうーまん（テレビ朝日系）レギュラー出演
- サンデージャポン「サンデー帰ってきた!ミスキャンパス」（2006年11月5日）

ラジオ
- Campus Radio Tiara Girl(Inter FM平日16:00、2007年10月1日 - 2008年3月31日。月曜日担当「グループインタビューの日」)

雑誌
- ファッション誌「CanCam」「ViVi」「PINKY」
- フリーペーパー「TiaraGirl」

WEB連載
- ミュージシャン楓と岩崎彩香のキャンパスNOW応援団(第9回 - 2009年6月13日掲載終了)